# Cyrtacanthacris
Cyrtacanthacris (лат.) — род насекомых из подсемейства Cyrtacanthacridinae семейства настоящих саранчовых.
Таксон описал Френсис Уокер в 1870 году. Типовой вид — Cyrtacanthacris tatarica Linnaeus, 1758. 

## Описание
Переднеспинка крышеобразной формы, слегка сужена, покровы тела довольно морщинистые или пунктированные. Костальная зона надкрылий с грубой сетчатой структурой.

## Виды
Включает 7 видов:
- Cyrtacanthacris aeruginosa Stoll C., 1813
- Cyrtacanthacris celebensis Finot, 1907
- Cyrtacanthacris consanguinea Serville, 1838
- Cyrtacanthacris consobrina Walker F., 1870
- Cyrtacanthacris neocaledonica Finot, 1907
- Cyrtacanthacris sulphurea Johnston H. B., 1935
- Cyrtacanthacris tatarica Linnaeus, 1758